# Cognizant
A Cognizant Technology Solutions Corp egy amerikai multinacionális vállalat, mely az információtechnológia, tanácsadás, valamint az üzleti folyamatok kiszervezése területén nyújt testre szabott szolgáltatásokat. Székhelye Teaneck, New Jersey, Egyesült Államok. A vállalat a NASDAQ-100 és az S&P 500 tőzsdei indexén is szerepel. Működését eredetileg a Dun & Bradstreet belső technológiai részlegeként kezdte meg 1994-ben, majd külső ügyfelek számára 1996-ban kezdett szolgáltatásokat nyújtani.
Az anyavállalatok szétválása és átalakításai után 1998-ban került a tőzsdére. A Cognizant volt az első szoftverszolgáltató cég, amelyet a Nasdaq-on jegyeztek. A dotcom-buborék idején olyan különféle alkalmazásüzemeltetési megbízásokat is elvállalt, amelyeket a piacon lévő nagyvállalatok nem szívesen végeztek el, ezáltal előidézve a cég növekedését. Fokozatosan bővítette kínálatát alkalmazásfejlesztéssel, komplex rendszerintegrációs és tanácsadói munkákkal. A 2000-es években gyors fejlődésnek indult, majd bekerült a Fortune 500 cégek közé is 2011-ben. Később, 2015-ben, a Fortune magazin a világ negyedik legmegbecsültebb IT-szolgáltatójának ismerte el.

## Története
Srini Raju (CEO) volt a vállalat vezérigazgatója. Kumar Mahadeva nagy szerepet játszott abban, hogy meggyőzze a D&B-t, hogy fektessen be 2 millió dollárt a közös vállalatba.
Eredetileg DBSS-nek hívták azt a belső technológiai részleget, mely a Dun&Bradstreet cégcsoport számára cégen belüli nagyszabású informatikai projektek megvalósítására fókuszált. 1996-ban a cég a D&B-n túl is elkezdett további ügyfelek felé nyitni.
1996-ban több leányvállalat kivált a Dun&Bradstreetből, többek között az Erisco, IMS International, Nielsen Media Research, Pilot Software, Strategic Technologies és a DBSS, amelyből létrejött a Cognizant Corporation. Három hónappal később, 1997-ben, a DBSS átneveztette magát Cognizant Technology Solutions-re. 1997 júliusában a Dun&Bradstreet megvásárolta Satyam 24%-os részesedését a DBSS-ben 3,4 millió dollárért. A cégközpont átkerült az Egyesült Államokba, és 1998 márciusában Kumar Mahadevát nevezték ki vezérigazgatónak. A Cognizant Corporation főleg Y2K-val kapcsolatos projektekre és webfejlesztésre fókuszált.
1998-ban az anyavállalat (Cognizant Corporation), két részre vált: IMS Health és Nielsen Media Research. A szerkezeti átalakítást követően a Cognizant Technology Solutions az IMS Health nyilvánosan jegyzett leányvállalata lett: 1998 júniusában az IMS Health egy tőzsdei bevezetés keretében eladta a Cognizant egy részét. A jegyzés során elért tőke 34 millió dollárra rúgott, ami kevesebb volt, mint amit az IMS Health aláírók reméltek. Elkülönítették a pénzt az adósságok kifizetésére és az irodák korszerűsítésére.
Kumar Mahadeva úgy döntött, hogy csökkenti a vállalat függőségét a Y2K projektekkel kapcsolatban: 1999 első negyedévére a vállalat árbevételének 26%-a Y2K projektekből származott, míg az 1998-as év elejére ez a szám 49%-ra emelkedett. Azt látva, hogy a 16,6 milliárd dolláros ERP szoftverpiac telített, Mahadeva úgy döntött, hogy tartózkodik a nagyszabású ERP bevezetési projektektől. Ehelyett alkalmazásmenedzsmentre fókuszált, amely a Cognizant 1999-es első negyedévi bevételének 37%-át tette ki. A cég nyeresége 2002-ben már elérte a 229 millió dollárt, a bankban 100 millió dollárt helyezett el, és nem volt adóssága. A dotcom csőd alatt a cég úgy tudott növekedni, hogy elvállalt olyan karbantartási projekteket, amelyeket más nagyobb IT szolgáltató vállalatok nem szívesen végeztek el.
2003-ban az IMS Health eladta teljes 56%-os részesedését a Cognizantból, és ezzel az úgynevezett „méregpirula taktikával" megakadályozta az ellenséges felvásárlási kísérleteket. Kumar Mahadeva vezérigazgató 2003-ban lemondott, őt Lakshmi Narayanan váltotta fel. A cég szolgáltatási portfóliója folyamatosan kibővült az IT szolgáltatások széles palettájától kezdve, az üzleti folyamatok kiszervezésén (BPO) keresztül, egészen az üzleti konzultációig. Lakshmi Narayanan-t 2006-ban a kenyai születésű Francisco D’Souza követte. A vállalat erőteljes növekedést mutatott a 2000-es évek során, melynek köszönhetően a Fortune magazin 2003-tól 2012-ig „a 100 leggyorsabban növekvő vállalat” címmel jutalmazta tíz egymást követő éven keresztül.
2014 szeptemberében, a Cognizant nyélbe ütötte legnagyobb üzletét és felvásárolta a TriZetto egészségügyi IT szolgáltató vállalatot 2,7 milliárd dollárért. Az esemény hatására a Cognizant részvények közel 3%-kal emelkedtek az előpiaci kereskedelemben.

### Akvizíció
| Felvásárolt vállalatok                                                        | Ország             | Dátum               | Üzletág | Referencia |
| ----------------------------------------------------------------------------- | ------------------ | ------------------- | --- | ---------- |
| Red Associates                                                                | Dánia              | 2016. április       | Human Sciences | [ 19 ]     |
| KBACE Technologies                                                            | USA                | 2016. január        | Oracle Cloud, ERP | [ 20 ]     |
| Storebrand Baltic                                                             | Litvánia           | 2015 november       | Litván informatikai egysége Norvégia Storebrand | [ 21 ]     |
| Odecee                                                                        | Ausztrália         | 2014. november      | IT, tanácsadás, üzleti folyamatok kiszervezése | [ 22 ]     |
| Cadient Group                                                                 | USA                | 2014. október       | Digital Healthcare | [ 23 ]     |
| TriZetto Corp                                                                 | USA                | 2014. szeptember    | Healthcare Payer Software, Provider Revenue Cycle Software (tanácsadás, szoftver, BPO, hosting) | [ 24 ]     |
| itaas Interactive TV Solutions                                                | USA                | 2014. április       | Digitális videó szolgáltatások | [ 25 ]     |
| ValueSource Technologies                                                      | India              | 2013. október       | IT szolgáltatások | [ 26 ]     |
| Equinox Consulting                                                            | Franciaország      | 2013. október       | Pénzügyi szolgáltatási tanácsadás | [ 27 ]     |
| C1 group (6 companies)                                                        | Németország        | 2012. december      | btconsult GmbH [folyamat és technológia tanácsadás, SAP]; C:1 Solutions GmbH [tanácsadás vállalati megoldások: SAP, BPM, ECM, ERM]; psc Management Consulting GmbH [folyamat és technológia tanácsadás,]; C:1 SetCon GmbH [szoftverfejlesztés és tesztelés]; Enterprise Services AG [svájci folyamat és IT tanácsadó vállalat]; C:1 Holding GmbH | [ 28 ]     |
| Zaffera                                                                       | USA                | 2011. szeptember    | SAP Tanácsadás | [ 29 ]     |
| CoreLogic India                                                               | India              | 2012. július        | Hitelfeldolgozás | [ 30 ]     |
| Galileo Performance                                                           | Franciaország      | 2010. június        | Tanácsadás az IT rendszerteljesítmény mérés, menedzsment és folyamatos optimalizálás területén | [ 31 ]     |
| PIPC Group                                                                    | Egyesült Királyság | 2010. május         | Program és projekt menedzsment tanácsadás | [ 32 ]     |
| UBS India Service Center                                                      | India              | 2009. október       | Üzleti folyamat kiszervezés, iparági kutatás | [ 33 ]     |
| Pepperweed Advisors                                                           | USA                | 2009. szeptember 8. | Üzleti tanácsadás, program menedzsment | [ 34 ]     |
| Active Intelligence                                                           | Kanada             | 2009. február       | Tanácsadás, bevezetési és támogatási szolgáltatások “Oracle Retail Merchandising, Planning and Optimization suite” termékekre | [ 35 ]     |
| Strategic Vision Consulting                                                   | USA                | 2008. június        | Üzleti tanácsadás média és szórakoztatóipari vállalatok részére | [ 36 ]     |
| marketRx                                                                      | USA                | 2007. november 16.  | Élettudományi analitika, egészségügyi tudás alapú folyamatkiszervezés (KPO) | [ 37 ]     |
| AimNet                                                                        | USA                | 2006. szeptember    | IT infrastruktúra szolgáltatások | [ 38 ]     |
| Fathom Consulting                                                             | Kanada             | 2005. április       | Telekom & autóipari IT szolgáltatások | [ 39 ]     |
| Ygyan Consulting                                                              | India              | 2004. február       | SAP tanácsadás | [ 40 ]     |
| Infopulse                                                                     | Hollandia          | 2003. december      | IT szolgáltatások | [ 41 ]     |
| Aces International                                                            | USA                | 2003. április       | Siebel CRM tanácsadás | [ 39 ]     |
| American Express Travel-related Services account from Silverline Technologies | USA                | 2002. szeptember    | Pénzügyi szolgáltatások | [ 42 ]     |
| UnitedHealthcare Ireland Limited                                              | Írország           | 2002. június        | Egészségügyi szolgáltatások (UnitedHealth Group leányvállalata) | [ 43 ]     |

## Szolgáltatások
A Cognizant fő tevékenységei a következők: informatika, tanácsadás és üzleti folyamatok kiszervezése. Ezek magukba foglalják az üzleti és technológiai tanácsadást, rendszerintegrációt, alkalmazásfejlesztést és karbantartást, IT-infrastruktúra-szolgáltatásokat, elemzést, üzleti intelligencia megoldásokat, adattárházakat, CRM-et, ellátásilánc-menedzsmentet, mérnöki és gyártási megoldásokat, ERP-ket, K+F tevékenységek kiszervezését, valamint szoftvertesztelési megoldásokat is.
A vállalat bevétele 2011-ben az IT-szolgáltatások terén viszonylag egyenletesen oszlott meg az alkalmazásfejlesztés és karbantartás között. Az üzleti folyamatok kiszervezésének portfóliója a magasabb kategóriás szolgáltatások irányába mutat, vagyis olyan szolgáltatást kínál, amely magában foglalja egy adott terület mélyreható tudását és ismereteit. Ilyenek például a jogi szolgáltatások vagy az egészségügyijáradék-feldolgozás, szemben az egyszerű, hangalapú támogatási szolgáltatásokkal.
Francisco D’Souza vezérigazgató a 2012 éves eredményekkel kapcsolatos beszámolójában a vállalat szolgáltatási kínálatát az alábbi három csoportba kategorizálta: Horizon 1 (alkalmazásfejlesztés és karbantartás), Horizon 2 (BPO, IT-infrastruktúra-szolgáltatások és üzleti tanácsadás), valamint Horizon 3 („SMAC” – Social, Mobile, Analytics és Cloud). 2012-ben a Horizon 1 hozta a vállalat bevételeinek 75%-át, míg a Horizon 2 ehhez 20%-ban járult hozzá.

## Üzleti modell

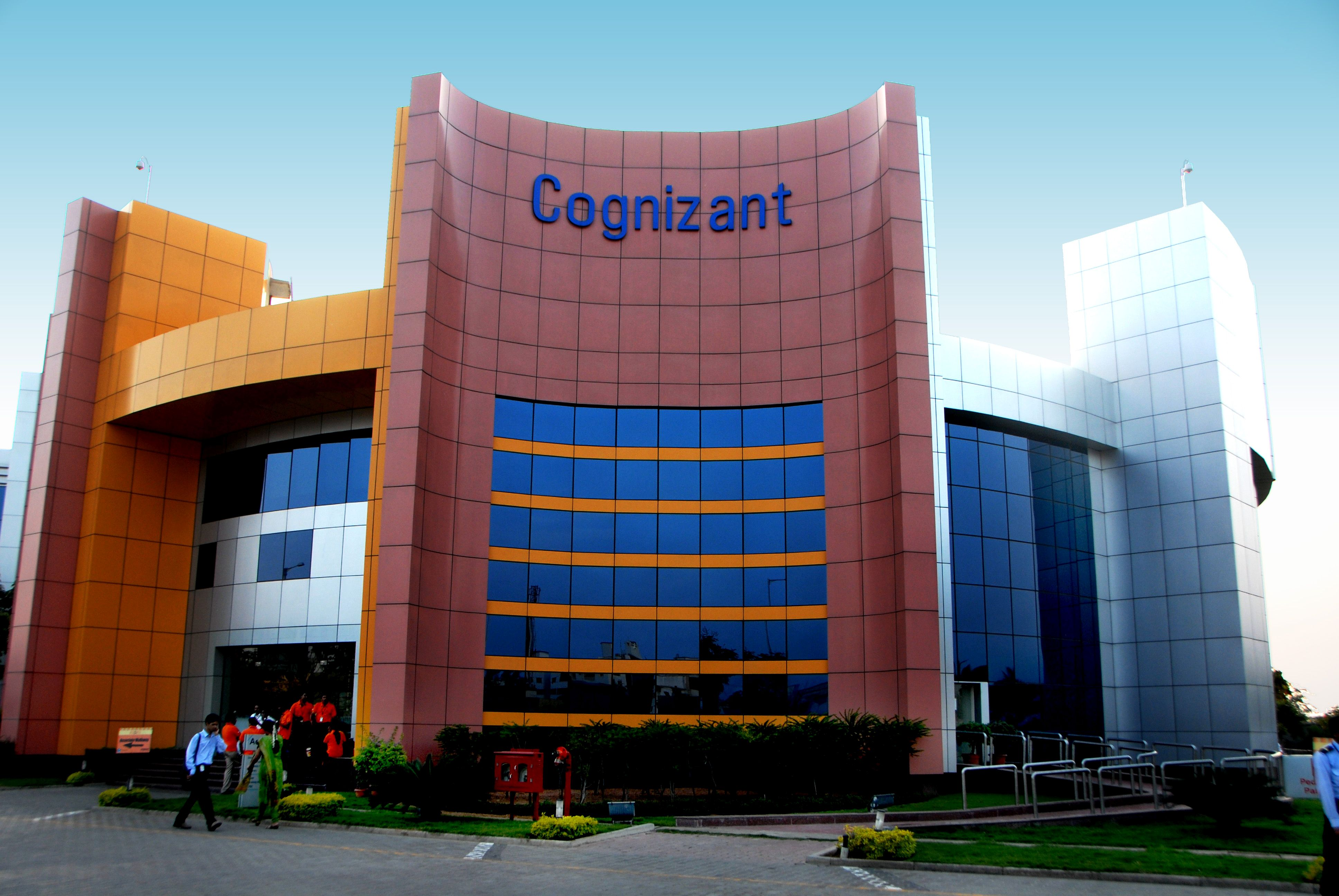
Cognizant eredeti cégközpontja Csennaiban, most offshore szolgáltató központként működik.

Mint sok más informatikai szolgáltató cég, a Cognizant is követi a globális szolgáltatási modellt. Ez az offshore (India) szoftverkutatáson, -fejlesztésen és -kiszervezésen alapul. A cégnek számos offshore fejlesztési központja van az Egyesült Államokon kívül, valamint near-shore centereket is működtet az USA-ban, Európában és Dél-Amerikában.
A kezdeti években a vállalat számos üzletet szerzett amerikai és európai cégektől a Dun&Bradstreet márka segítségével. A cég felsővezetői felső kategóriás ügyfélszolgáltatásokat kínáló vállalatként álmodták meg a szervezetet a hat akkori nagy rendszerintegrátorral (Accenture, BearingPoint, Capgemini, E&Y, Deloitte és IBM) versenyezve, de alacsonyabb áron.

## Működési információk

### Földrajzi jelenlét
Amellett, hogy a vállalat globális székhelye és szolgáltatóközpontja Teaneckben (New Jersey), illetve az amerikai cégközpontja College Stationben (Texasban) található, Cognizant még további 9 amerikai szolgáltatóközponttal rendelkezik: Bentonville, Bridgewater, Des Moines, Holliston, Minot, Phoenix, Southfield, Williston, St. Louis, Union, Sacramento, Charlotte (Észak-Karolina), Oklahoma City (Oklahoma), Washington, Malvern, Naperville (Illinois), Carmel, Linthicum (Maryland) és Tampa városokban.
A cégnek több mint 233 ezer dolgozója van világszerte, melyből több mint 150 ezer munkavállaló Indiában dolgozik. 10 helyszínen van jelen a cég Indiában, többségében Csennaiban. További központok itt találhatók: Bengaluru, Kojambuttúr, Gurugám, Haidarábád, Koccsi, Kolkata, Mangalor (CoreLogic), Mumbai és Púne. A vállalatnak továbbá lokális, regionális és globális központjai vannak az Egyesült Királyságban, Magyarországon, Spanyolországban, Kínában, a Fülöp-szigeteken, Kanadában, Brazíliában, Argentínában és Mexikóban.

### Üzletágak
A Cognizant számos vertikális és horizontális szervezeti egységre tagozódik. A vertikális üzletágak a speciális iparágakra fókuszálnak, úgymint a banki és pénzügyi szolgáltatások, egészségügy, gyártás és kereskedelem. A horizontális egységek speciális technológiákra vagy folyamatokra koncentrálódnak, úgymint analitika, mobil számítástechnika, BPO és tesztelés. Az különböző (vertikális és horizontális) üzletágaknak vannak üzleti tanácsadói, akik együttesen alkotják az egész szervezetre kiterjedő Cognizant Business Consulting (CBC) csapatot. A Cognizant az egyik legtöbb MBA fokozatú végzős hallgatót toborzó cég az iparágban, akik részt vesznek az IT szolgáltatási projektek üzleti fejlesztésében és üzleti elemzésében is.
A 2015-ös pénzügyi kimutatások szerint a Cognizant bevételeinek nagy része a pénzügyi szolgáltatások ügyfeleitől (40,3%), valamint az egészségügy területéről (29,5%) származott. Egyéb jelentős bevételi forrásnak tekinthető a gyártás, a kereskedelem és logisztika (18,9%), a kommunikáció, az informatika, a média és szórakoztatóipar, ill. a technológia területe (11,3%). Földrajzi alapon a legnagyobb bevétel Észak-Amerikából (78,6%) és Európából (16,2%) származik.

## Társasági ügyek

### Marketing és branding/márkaépítés
A cég zászlóshajója az ügyfélkonferencia, az ún. Cognizant Community – amit néha szimplán csak „Community”-nek hívnak. Évente egyszer az Egyesült Államokban, Európában, Ausztráliában és Ázsiában (Szingapúr, India és Japán) tartanak konferenciákat. Ezt a csúcstalálkozót – ahol az üzleti világ, a technológia, a gazdaság, sőt a kalandsport kulcsemberei vannak jelen előadóként – úgy értékelik, mint „mintaértékű” iparági eseményt.

### Pénzügyek
A Cognizant 1998-ban szerepelt a NASDAQ-on, valamint 2004-ben a NASDAQ-100 tőzsdei indexébe is bekerült. 2006. november 16-án, a kereskedés zárása után a cég átlépett a 400-ból az S&P 500-ba. A cég állítása szerint kitűnő a pénzügyi helyzet: 2012. szeptember 30-ig több mint 2,6 milliárd dollár készpénzt jelentettek és fektettek be rövid távon a negyedév végéig. A nettó árbevétel 2014-ben 1,44 milliárd dollár volt, szemben a 2013. évi 1,23 milliárd dollárral, ami 11,9%-kal nőtt a negyedik negyedévre, 363 millió dollárra.

### Vállalati társadalmi felelősségvállalás
A Cognizant jótékonysági- és társadalmi felelősségvállalási (CSR) kezdeményezéseket szervez önkéntes munkavállalóinak erőfeszítései, illetve a pénzügyi-, valamint adminisztratív támogatást is nyújtó Cognizant Alapítvány segítségével. Az „Indiai Vállalati Törvény” (Indian Company Act) alapján 2005 márciusában „jótékonysági vállalatként” (Charitable Company) regisztrált Cognizant Alapítvány célja azt elősegíteni, hogy a „társadalmi előjogokkal nem rendelkező tagjai számára is elérhetővé tegye a minőségi oktatást és a megfelelő egészségügyi ellátást úgy, hogy ehhez pénzügyi és technikai támogatást is nyújtson; tervezi és megszervezi az oktatást és az egészségügyi fejlesztési programokat, partneri, nem kormányzati szervezeteket (NGOs), egészségügyi intézményeket, kormányzati szerveket és vállalatokat von be.”
A Cognizant alulról szerveződő társadalmi felelősségvállalási projektje az Outreach, melynek keretében az alkalmazottak önkéntes támogatást nyújtanak iskoláknak és árvaházaknak.
A Maker Faire eseményen 2011-ben a cég bejelentette, hogy anyagilag támogatja a Maker Space-t, a New York Hall of Sciene-t az „Alakítsuk a Jövőt” (Making the Future) iskola utáni programot és a polgári iskolákkal (Civil Schools) való együttműködést annak érdekében, hogy előmozdítsa a STEM (Science – tudomány, Technology – technológia, Engineering – mérnöki, Mathematics – matematikai) tanulmányokat az Egyesült Államokban.
2012-ben a Cognizant Alapítvány adományával lehetővé tette a Vidnyanvahini nevű, nonprofit szervezetnek, az Indiai Pune-ban, egy mobil tudományos laboratórium létrehozását (MSL – Mobil Science Laboratory).

### Környezettudatosság
A Cognizant fenntarthatósági erőfeszítései ún. „Go Green” kezdeményezéseket indítottak el 2008-ban, mely az energiatakarékosságra, újrahasznosításra és felelős hulladékkezelésre összpontosít. A Newsweek magazin 2012 októberében az 50. helyen rangsorolta a Cognizantot az 500 legnagyobb tőzsdén jegyzett vállalat közül Amerikában, az éves „Green Ranking”, azaz zöld besorolásában.

### Fortune 500
| Év   | Helyezés |
| ---- | -------- |
| 2015 | 278      |
| 2014 | 308      |
| 2013 | 352      |
| 2012 | 398      |
| 2011 | 484      |
| 2010 | 498      |

## Egyéb
- 2015. június 24-én a cég aláírt egy több millió dolláros megállapodást az Escort Csoporttal Indiában azzal a céllal, hogy elősegítse az Escort üzletek digitális átalakítását és korszerűsítse a műveleteket minden üzleti szegmensben.[66]
- 2015. június 30-án partnerségi egyezményt kötött a szingapúri NTUC FairPrice szupermarket lánccal, hogy elősegítse a digitális átalakulást, a személyre szabott üzleti fejlesztéseket és a több csatornán keresztüli folyamatos ügyfélszolgálatot[67]

## Külső linkek
- Hivatalos weboldal